# Perspektywa odwrócona

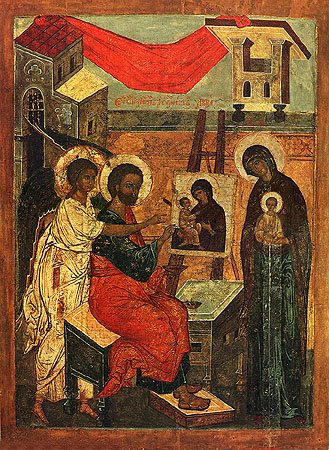
Święty Łukasz piszący ikonę Madonny — przykład zastosowania perspektywy odwróconej.

Perspektywa odwrócona — sposób oddania trójwymiarowych przedmiotów na płaszczyźnie, polegający na tym, że punkt zbiegu linii perspektywicznych znajduje się przed płaszczyzną obrazu, a nie, jak w perspektywie linearnej, za nią. Przedstawione obiekty rozszerzają się w miarę ich oddalenia od obserwatora. Perspektywa odwrócona stosowana jest m.in. w pisaniu ikon.